# Grivy-Loisy
Grivy-Loisy är en kommun i departementet Ardennes i regionen Grand Est (tidigare regionen Champagne-Ardenne) i nordöstra Frankrike. Kommunen ligger  i kantonen Vouziers som ligger i arrondissementet Vouziers. År 2022 hade Grivy-Loisy 183 invånare.

## Befolkningsutveckling
Antalet invånare i kommunen Grivy-Loisy
Referens: INSEE